# Toyota Platz
Toyota Platz (wersja eksportowa - Toyota Echo) – subkompaktowy samochód osobowy produkowany przez japońską firmę Toyota w latach 1999–2005. Powstał jako następca dla modeli Tercel i Paseo. Konstrukcja była w zasadzie bliźniacza z modelem Yaris I generacji. Platz dostępny wyłącznie jako 2-drzwiowe coupé i 4-drzwiowy sedan. Do napędu użyto benzynowego silnika R4 o pojemności 1,5 l generującego moc 110 KM. Napęd przenoszony był na oś przednią poprzez 5-biegową manualną bądź 4-biegową automatyczną skrzynię biegów. Samochód został zastąpiony przez model Belta.

## Dane techniczne ('03 R4 1.5)

### Silnik
- R4 1,5 l (1497 cm³), 4 zawory na cylinder, DOHC
- Układ zasilania: wtrysk
- Średnica cylindra × skok tłoka: 75,00 mm × 84,70 mm
- Stopień sprężania: 10,5:0
- Moc maksymalna: 110 KM (81 kW) przy 6000 obr./min
- Maksymalny moment obrotowy: 142 N•m przy 4200 obr./min

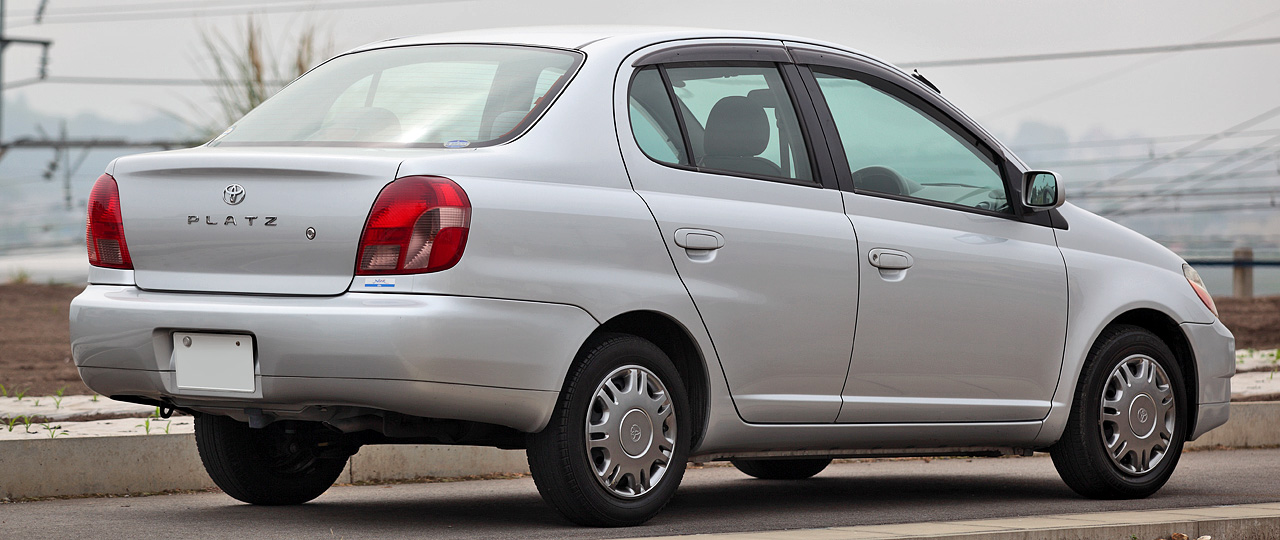
Platz sedan - tył nadwozia

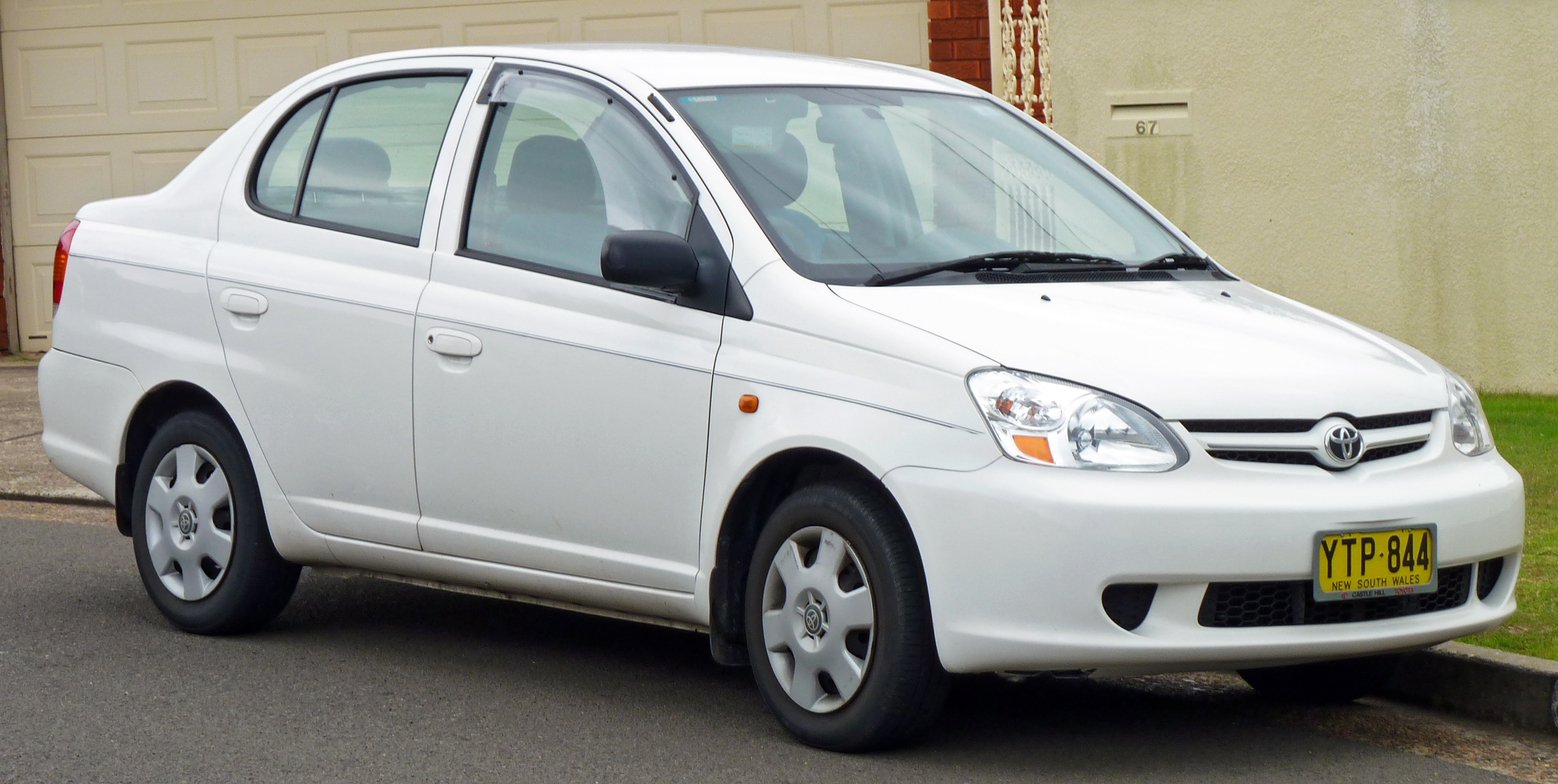
Echo sedan FL